# Nous, les jeunes
 (octobre 2023).
La mise en forme du texte ne suit pas les recommandations de Wikipédia : il faut le « wikifier ».
Les points d'amélioration suivants sont les cas les plus fréquents. Le détail des points à revoir est peut-être précisé sur la page de discussion.
- Les titres sont pré-formatés par le logiciel. Ils ne sont ni en capitales, ni en gras.
- Le texte ne doit pas être écrit en capitales (les noms de famille non plus), ni en gras, ni en italique, ni en « petit »…
- Le gras n'est utilisé que pour surligner le titre de l'article dans l'introduction, une seule fois.
- L'italique est rarement utilisé : mots en langue étrangère, titres d'œuvres, noms de bateaux, etc.
- Les citations ne sont pas en italique mais en corps de texte normal. Elles sont entourées par des guillemets français : « et ».
- Les listes à puces sont à éviter, des paragraphes rédigés étant largement préférés. Les tableaux sont à réserver à la présentation de données structurées (résultats, etc.).
- Les appels de note de bas de page (petits chiffres en exposant, introduits par l'outil «  Source ») sont à placer entre la fin de phrase et le point final[comme ça].
- Les liens internes (vers d'autres articles de Wikipédia) sont à choisir avec parcimonie. Créez des liens vers des articles approfondissant le sujet. Les termes génériques sans rapport avec le sujet sont à éviter, ainsi que les répétitions de liens vers un même terme.
- Les liens externes sont à placer uniquement dans une section « Liens externes », à la fin de l'article. Ces liens sont à choisir avec parcimonie suivant les règles définies. Si un lien sert de source à l'article, son insertion dans le texte est à faire par les notes de bas de page.
- La présentation des références doit suivre les conventions bibliographiques. Il est recommandé d'utiliser les modèles {{Ouvrage}}, {{Chapitre}}, {{Article}}, {{Lien web}} et/ou {{Bibliographie}}. Le mode d'édition visuel peut mettre en forme automatiquement les références.
- Insérer une infobox (cadre d'informations à droite) n'est pas obligatoire pour parachever la mise en page.

Pour une aide détaillée, merci de consulter Aide:Wikification.
Si vous pensez que ces points ont été résolus, vous pouvez retirer ce bandeau et améliorer la mise en forme d'un autre article.
We the Youth est une fresque murale réalisée en 1987 par Keith Haring couvrant la face ouest d'une maison en rangée privée dans le quartier de Point Breeze à Philadelphie, en Pennsylvanie,, peinte lors d'un atelier de trois jours les 1er, 2 et 3 septembre 1987,. C'est la seule des peintures murales publiques collaboratives de Haring à rester à son emplacement d'origine,,. La peinture murale était conçue comme un espace réservé temporaire jusqu'à ce que de nouvelles maisons en rangée recouvrent éventuellement le mur de la peinture murale.
We the Youth a deux étages et est continu sur trois sections du mur, y compris la moitié avant et arrière de la maison en rangée ainsi qu'une section de la clôture de la cour privée.
La peinture murale représente des personnages dansants entourés de noir sur fond blanc. Les contours des personnages sont remplis de bleu, de jaune, de rouge et de vert, parfois avec une couleur unie et parfois avec des motifs et des symboles. La section la plus au nord de la peinture murale, peinte sur une clôture, contient les mots « We the Youth : City Kids of Phila + NYC ». Les initiales de Haring et la date se trouvent en bas à droite de la fresque.

## Information historique

### Conception
Nous, la jeunesse a été réalisée pour commémorer le bicentenaire de la Constitution des États-Unis et le titre reprend l'expression « Nous, le peuple » du préambule du document,. Il s'agissait d'une collaboration bénévole entre Haring, CityKids de New York et Brandywine Workshop à Philadelphie. Haring a travaillé aux côtés d'un groupe de quatorze lycéens de New York et de Philadelphie ainsi qu'avec les artistes Clarence Wood, Gilberto Wilson et Jose Seabourne. Mykul Tronn, l'un des étudiants en art participants, a déclaré à propos de la peinture murale 

« L'image ne dit pas grand-chose en fait sur la Constitution, mais elle rassemble des gens de tous horizons et de tous endroits différents... travailler sur cette fresque, c'est faire quelque chose d'unifié, et cela a à voir avec la constitution. »

La fresque murale était à l'origine conçue comme un espace réservé temporaire jusqu'à ce qu'une nouvelle maison en rangée soit construite sur le terrain vide.
Mural Arts Philadelphia a tenté pour la première fois de restaurer la peinture murale en 2000, même si ce n'était "qu'un peu plus qu'une légère retouche, qui s'est rapidement estompée". Une restauration complète a été réalisée en 2013, en partenariat avec le Programme de restauration des arts muraux, après l'achat de la propriété par un nouveau propriétaire. Sur les 40 000 $ US nécessaires à la restauration, 30 000 $ US ont été donnés par la Fondation Keith Haring.
Mural Arts Philadelphia a embauché Kim Alsbrooks et une petite équipe d'artistes et de restaurateurs pour mener la restauration. La restauration impliquait le nettoyage de la surface murale, le comblement des pertes de peinture, l'éclaircissement des couleurs, le remplacement des solins et la réparation des dommages structurels. Les techniques utilisées devraient stabiliser la peinture murale pendant encore 30 ans. Le jardin devant la fresque a été réaménagé par LoFurno et appartient désormais au Neighbourhood Gardens Trust.